# Valars Group
Valars Group — российская аграрно-торговая компания, существовавшая в период 2006—2013 годов. Входила в число крупнейших российских зернотрейдеров и сельхозпроизводителей. Штаб-квартира располагалась в городе Таганроге (Ростовская область, Россия).

## История
Создана группой менеджеров зернотрейдера «Югтранзитсервис» во главе с бывшим гендиректором Кириллом Подольским, покинувших фирму в результате корпоративного конфликта. В ноябре 2008 все активы «Югтранзитсервиса» были куплены Valars и вошли в её состав.
В 2010 году компания была реорганизована и разделилась на 2 компании по направлениям деятельности — агрохолдинг Valinor и трейдинговую компанию Valars, основным бенефициаром которых остался Кирилл Подольский. О таком сценарии развития бизнеса Подольский говорил ещё в 2008 году.

## Собственники и руководство
Основной собственник — компания Valars Management Limited, зарегистрированная на Кипре. На момент реорганизации (июль 2011 года) акции Valars Management Limited принадлежали К. Подольскому (51 %) и группе топ-менеджеров Valars.

## Деятельность
Основные направления деятельности как до, так и после реорганизации — сельскохозяйственное производство (выращивание зерновых и масличных культур) и экспорт сельхозпродукции.
Агрохолдинг Valinor располагает следующими активами:
- 238 тыс. га земли (в Ростовской области, Краснодарском и Ставропольском краях) на территории России
- 120 тыс. га земли (в Полтавской, Винницкой, Сумской, Черкасской, Николаевской, Херсонской областях) на территории Украины
- складские активы совокупной вместимостью 972 тыс. тонн
- 4580 единиц сельскохозяйственной техники и 750 единиц грузового автотранспорта.

Продукция агрохолдинга — зерновые культуры (пшеница, ячмень, кукуруза), масличные культуры(подсолнечник, рапс), сахарная свёкла.
Торговые представительства Valars расположены в России, на Украине, в Швейцарии и Казахстане.
Также в число активов Valars входит ОАО «Таганрогский судоремонтный завод» (используется компанией как терминал для перевалки зерновых на водный транспорт).

## Показатели деятельности
За 2006 год выручка составила $559,5 млн, операционная прибыль — $17,7 млн, чистая прибыль — $10,5 млн. Товарооборот за 2007 год составил 1,1 млн тонн; выручка — $314 млн, операционная прибыль — $15 млн.